# HD 175576
HD 175576，又名BD+41 3174，SAO 47902、HR 7138，是一颗恒星，视星等为7.3，位于銀經71.08，銀緯17，其B1900.0坐标为赤經18h 51m 0.3s，赤緯+41° 17′ 54″。